# Bahama Mama
El Bahama Mama es un ferry-crucero de la naviera Española Baleària Eurolineas Marítimas.

## Historia
El barco fue construido con el número de casco 1 662 en el astillero Hijos de J. Barreras de Vigo construido para la naviera Baleària Eurolineas Marítimas. La puesta de quilla tuvo lugar el 24 de noviembre de 2008 y la botadura fue el 27 de abril del año siguiente. El barco fue completado el 22 de diciembre de 2009. Su construcción costó 110 millones de euros. El buque es uno de los cuatro ferries del programa de construcción denominado “Baleària+” que se encargaron al astillero gallego para la naviera con sede en Denia.
El barco fue encargado con el nombre de SF Alhucemas bajo bandera mercante de Malta con puerto base en La Valletta. Desde finales de enero de 2010 realizaba sus rutas desde Barcelona o Dénia hasta las islas de Ibiza y Mallorca. A partir del año 2011 pasó a realizar la ruta marítima entre Algeciras y Tánger Med en verano, mientras que en invierno navegaba desde Barcelona o Denia hasta Ibiza o Mallorca. A finales de 2012 el barco pasó a pabellón español. Desde finales de febrero de 2015 hasta septiembre de 2015, el barco, ya rebautizado como Bahama Mama, navegó temporalmente entre Port Everglades en el estado estadounidense de Florida y Freeport en las Bahamas. A mediados de 2015 volvió a cambiar de pabellón a Malta, y desde mediados de 2020 volvió a enarbolar la bandera española. A principios de 2023, el buque cambió de pabellón a Chipre y su puerto base pasó a ser Limassol.
Actualmente realiza la ruta entre Barcelona y la isla balear de Ibiza.

## Datos técnicos y equipamiento
El barco fue construido inicialmente con una propulsión diésel-mecánica. Estaba propulsado por dos motores diésel  cuatro tiempos-nueve cilindros del fabricante Caterpillar (tipo: MaK 9M43C) con 9 000 kW de potencia cada uno. En el invierno de 2019/2020 se modificó el propulsor para que también pudiera funcionar con gas natural licuado. Actualmente el barco esta equipado con dos motores Caterpillar de doble combustible (tipo: MaK 9M46DF), cada uno con una potencia de 8 685 kW, y dos tanques de gas licuado. Los dos tanques se instalaron en cubierta en la zona de popa. Los motores actúan sobre dos hélices de paso variable mediante engranajes reductores. La velocidad de crucero del barco es de unos 21 nudos. Dispone de dos propulsores de proa sistema de control de propulsor transversal accionados eléctricamente. Para generar electricidad están disponibles dos generadores de eje accionados por los motores principales y tres generadores accionados por motores diésel Caterpillar (tipo: MaK 6M20C), cada uno con una potencia de 1 100 kW. También se instaló un generador de emergencia propulsado por un motor diésel de 280 kW de potencia.
El ferry tiene tres cubiertas para vehículos. Hay una plataforma continua para vehículos en la plataforma principal (Cubierta 3). Se puede acceder a él a través de una rampa de proa y dos rampas de popa. La rampa de proa se encuentra detrás de una visera de proa que se abre lateralmente. La altura libre de los accesos es de 4,5 metros. Sobre la cubierta principal hay otra cubierta fija para vehículos (Cubierta 4). Este está conectado a la cubierta principal a través de dos rampas plegables de 37,5 metros de largo. Sobre esta plataforma para vehículos está suspendida una plataforma para vehículos de altura regulable, compuesta por cuatro módulos, a lo largo de unos 38 metros de longitud (cubierta 5). La superficie disponible de la plataforma para vehículos de altura regulable es de 745 m². Se puede cargar con 250 kg/m². Cuando se utiliza la plataforma para vehículos de altura ajustable, la altura debajo es de 2,4 metros y en la plataforma para vehículos de altura ajustable es de 2,1 metros.
Por encima de las cubiertas de vehículos hay tres cubiertas adicionales que albergan las dependencias para los pasajeros y la tripulación del barco. Dispone de 56 camarotes, 46 de cuatro camas, dos de tres camas y ocho de dos camas, así como sillones reclinables disponibles para los pasajeros. A bordo, entre otros servicios, se encuentra un restaurante de servicio rápido y una zona de juegos para niños, así como una piscina en la terraza.
El buque está equipado con dos estabilizadores de aletas. Su alcance es de unas 3 000 millas náuticas, y cuando opera con gas natural licuado (GNL) es de unas 750 millas náuticas.
Tiene licencia para 1 000 personas, 966 pasajeros y 34 tripulantes. Está equipado con dos sistema de evacuación marina y varios botes salvavidas.